# Königshain
Königshain (hornolužickosrbsky Kralowski haj) je obec v Horní Lužici v německé spolkové zemi Sasko. Nachází se v zemském okrese Zhořelec a má přibližně 1 200 obyvatel. Leží ve středu okresu, pět kilometrů na západ od okresního města Görlitz v nadmořské výšce 233 metrů, mezi kopci Königshainer Berge.

## Historie
První historická zmínka o obci je z roku 1298. Manželka českého krále Václava III. měla ve zdejších lesích lovecký příbytek (od toho je zřejmě odvozeno jméno Königshainu). V rámci husitských válek byl Königshain zničen v roce 1429. V roce 1504 nabyl Königshainu jako rytířského statku bohatý zhořelecký obchodník Hans Frenzel, jeho syn zde následně postavil renesanční zámeček. Ten byl zničen během třicetileté války. V roce 1764 zde Carl A. Gottlob von Schachmann postavil barokní zámeček v jednoduchém francouzském stylu. V roce 1905 získal Königshain železniční spojení když byla postavena trať ze Zhořelce do Wósporku. Ta je ovšem od roku 1993 mimo provoz, nejvýznamnější dopravní stavbou je tak dálnice A4 vedoucí severně od obce.

## Königshainské lomy
Mezi zajímavosti patří místní lomy, které jsou kulturní památkou a slouží jako muzeum věnované těžbě kamene, zejména žuly.